# Mosin-Nagant
De Mosin-Nagant (Russisch: винтовка Мосина, vintovka Mosina) is een militair geweer dat eerst gebruikt werd door het leger van het Russische Rijk en later door de Sovjet-Unie, Finland en verschillende Oostbloklanden.
Vanaf 1883 werd in Rusland gezocht naar een vervanger van het enkelschots Berdan-repeteergeweer. In 1890 kon een keuze worden gemaakt uit een ontwerp van Sergej Ivanovitsj Mosin (een Russische kolonel van de artillerie) en een ontwerp van de Belgische wapenconstructeur Nagant Frères. Men besloot echter in 1891 voor het nieuwe geweer het grendelsysteem van Mosin en het magazijn van Nagant te combineren, vandaar de naam: Mosin-Nagant.
De Mosin-Nagant werd in verschillende uitvoeringen gebruikt vanaf 1891 tot in de jaren '60, toen het eindelijk in zijn laatste functie als scherpschuttersgeweer vervangen werd door de SVD. Tijdens de Winteroorlog gebruikte de Finse scherpschutter Simo Häyhä een M/28-30, een Finse aanpassing. Tijdens de Slag om Stalingrad gebruikte de scherpschutter Vasili Zajtsev een Mosin-Nagant 91/30.
De Mosin Nagant (ook wel: Mosin-Nagant) zoals gebruikt in de Tweede Wereldoorlog heeft een magazijn voor 5 patronen kaliber 7,62 x 54 R. Het magazijn kan worden gevuld door middel van een laadstrip (stripper-clip) voor vijf patronen.
Doordat 3 Russische lijnen gelijk zijn aan 7,62 mm is dit geweer ook bekend als het "drielijnengeweer". De Mosin-Nagant is een grendelgeweer (Engels: bolt actionrifle) zoals afgebeeld op de foto bovenaan.

## Galerij

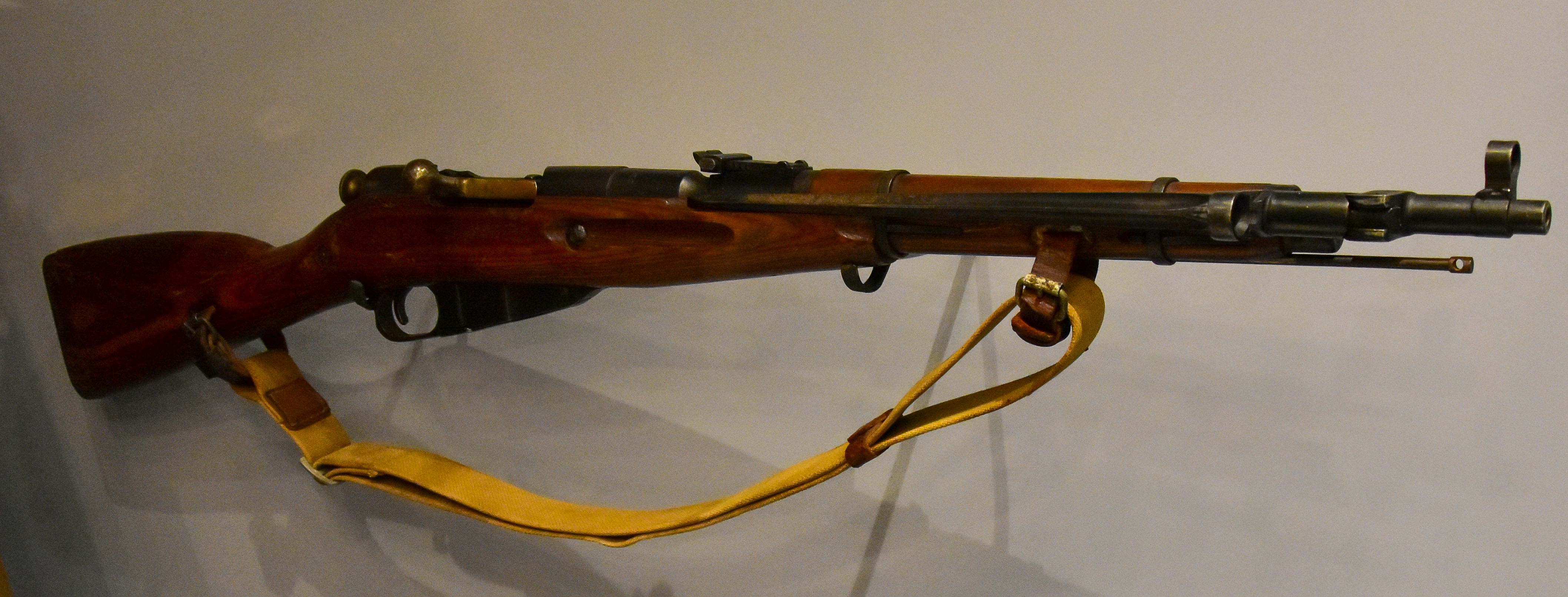
Mosin-Nagant model 1944 in het Bastogne War Museum